# إف-111 آردفارك
إف-111 آردفارك (بالإنجليزية: F-111 Aardvark)‏ هي مقاتلة-قاذفة وطائرة هجوم أرضي أمريكية من إنتاج شركة جنرل داينمكس. مارست الإف-111 العديد من المهام القتالية كطائرة قاذفة وطائرة استطلاع وفي الحرب الإليكترونية. حلقت الطائرة لأول مرة في 21 ديسمبر 1964 ودخلت الخدمة في عام 1967 في القوات الجوية الأمريكية حتى خرجت أخر طرازاتها في عام 1998، كما خدمت في صفوف القوات الجوية الملكية الأسترالية بدءا من عام 1973 حتى عام 2010.
استخدم بالإف-111 عدة تقنيات حديثة أدخلت لأول مرة في طائرة تنفذ فعليا وتدخل خطوط الإنتاج، وعلى رأسها الأجنحة المتعددة الأوضاع، محرك نفاث مروحي مزود بحارق لاحق، رادار لاستطلاع طبيعة الأرض بشكل أوتوماتيكي للطيران على ارتفاعات منخفضة بسرعات عالية. أثر تصميم الإف-111 على الطائرات التالية التي استخدمت الأجنحة المتعددة الأوضاع.
في بداية تطويرها، عانت الإف-111 من عدة مشاكل في التصميم وبعضا من أدوارها فشلت في تحقيقها مثل الاعتراض البحري. خرجت طائرات الإف-111 من خدمة القوات الجوية الأمريكية في التسعينات. وخرج أخر طراز من الخدمة الإي إف-111 من الخدمة عام 1998. استبدلت الإف-111 بالإف-15 إي سترايك إيغل إي في مهام القصف متوسطة المدى بينما استبدلت بالبي-1 لانسر في مهام القاذفة النفاثة. كانت القوات الجوية الملكية الأسترالية هي أخر مستخدم للإف-111 وانتهت خدمتها في ديسمبر 2010.

## التطوير

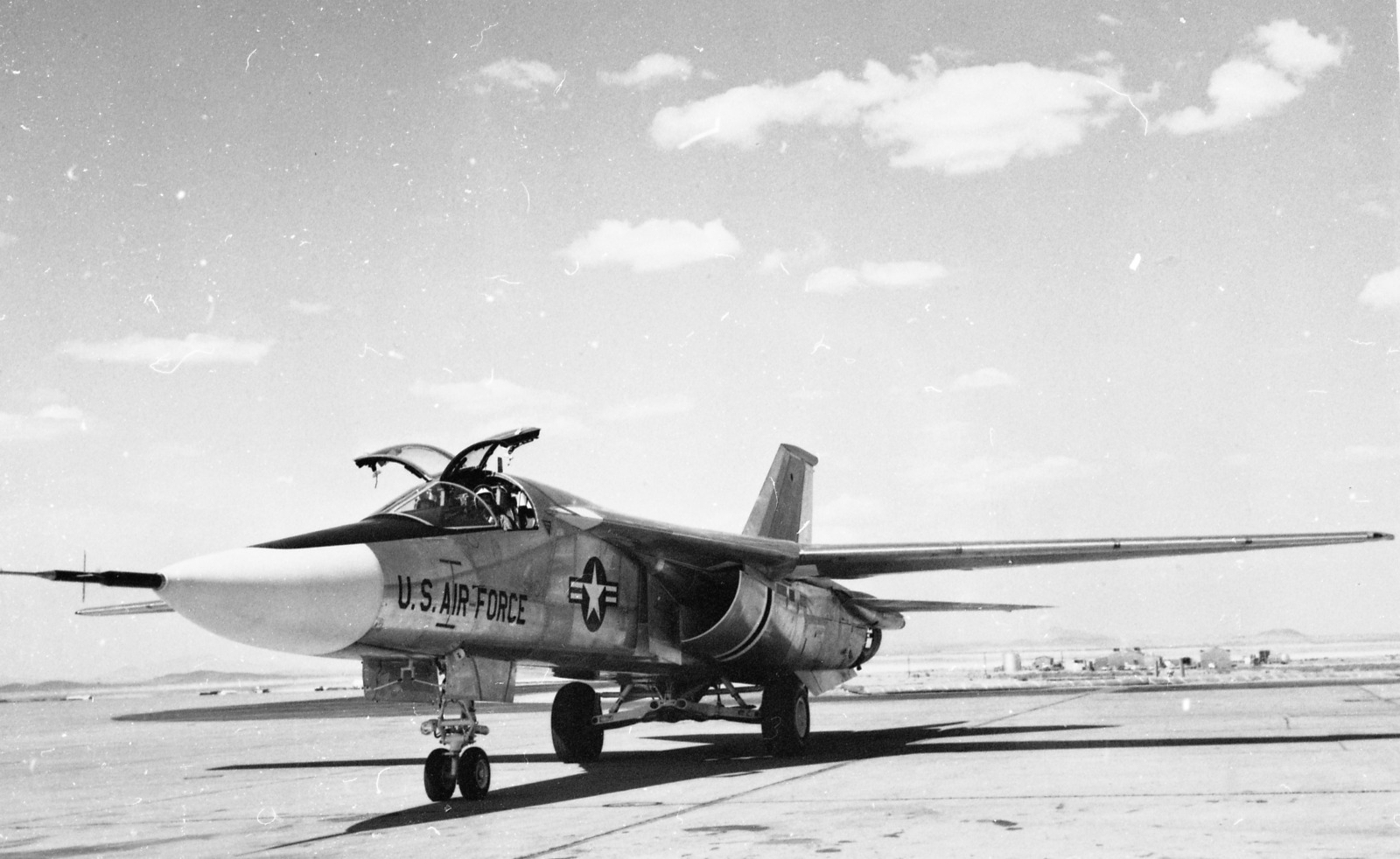
جنرال ديناميكس - اف-111 ايه - قبل الإنتاج

### المتطلبات الأولية
بدأت القيادة الإستراتيجية للقوات الجوية الأمريكية في تطبيق خططا جوية جديدة بحلول عام 1960. حيث اعتمدت بشكل أكبر على الاختراق على مستويات طيران منخفضة، مما ساهم في تقليل نسبة التقاط الطائرة بواسطة الرادارات كما أن صواريخ سام تقل فعاليتها عن مستويات التحليق المنخفضة ولكن الطائرات الاعتراضية لم تكن لها ميزة السرعة عند الارتفاعات المنخفضة. كان اهتمام قيادة القوات الجوية بطائرة مقاتلة-قاذفة وطائرة تستطيع القيام بمهام الهجوم في العمق ومهام الاعتراض. كانت الطائرة إف-105 ثاندرتشيف والتي صممت لتحمل أسلحة نووية بسرعة ولكنها احتاجت إلى ممر طويل للطيران، كانت في الخدمة ولكن احتاجت الولايات المتحدة لطائرة تستطيع القيام بعيدة المدى والهجوم في العمق لتستطيع اختراق الدفاعات الجوية السوفييتية على ارتفاعات منخفضة للغاية وبسرعات عالية وتكون قادرة على الإقلاع من الممرات القصيرة أو الغير-معدة جيدا.

## المواصفات

### الصفات العامة
- الطاقم: 2 (طيار ومشغل أنظمة الأسلحة)
- الطول: 22.4 متر (73 قدم 6 بوصة)
- المسافة بين الجناحين:
  - منفردة: 19.2 متر (63 قدم)
  - مرتدة: 9.75 متر (32 قدم)
- الارتفاع : 5.22 متر (17.3 قدم)
- مساحة الأجنحة:
  - منفردة: 61.07 متر² (657.4 قدم²)
  - مرتدة: 48.77 متر² (525 قدم²)
- الوزن فارغة: 21,400 كجم (47,200 رطل)
- الوزن محملة: 37,600 كجم (82,800 رطل)
- الوزن الأقصى عند الإقلاع: 45,300 كجم (100,000 رطل)
- المحرك: محركين نفاثين من نوع برات آند ويتني تي إف 30
  - الدفع الجاف: 79.6 كيلو نيوتن (17,900 رطل قوة)
  - الدفع مع الحارق اللاحق: 112 كيلو نيوتن (25,100 رطل قوة)

### الأداء
- السرعة القصوى:
  - عند مستوى سطح البحر: ماخ 1.2 (1274.4 كيلومتر/ساعة).
  - عند ارتفاع 18.288 متر (60,000 قدم): ماخ 2.5 (2,655 كم /ساعة)
- المدى: 5,737.3 كيلومتر (3,565 ميل) مزودة بخزانات وقود خارجية.
- أقصى ارتفاع: 20,100 متر (66,000 قدم)
- معدل الصعود: 131.5 متر/ثانية (25,890 قدم/دقيقة)
- الحمل على الأجنحة:
  - منفردة: 615.2 كجم/متر² (126.0 رطل/قدم²)
  - مرتدة: 771 كجم/متر² (158 رطل/قدم²)
- النسبة دفع-وزن: 0.61

### التسليح
- مدفع واحد 20 مم سداسي السبطانات من طراز إم-61 فولكان
- نقاط التعليق: 9 نقاط، 8 تحت الأجنحة ونقطة واحدة تحت جسم الطائرة بين المحركين تحمل 14,300 كجم من الأسلحة:
  - قنابل متعددة المهام مثل:
    - قنبلة مارك 82 (227 جم)
    - قنبلة مارك 83 (454 كجم)
    - قنبلة مارك 84 (907 كجم)
    - قنبلة مارك 117 (340 كجم)
- قنابل عنقودية
- قنابل موجهة بالليزر